# 新雅街道
新雅街道，是中华人民共和国广东省广州市花都区下辖的一个街道办事处，位於花都區南部，與新华街道及白雲區江高鎮相連。
2013年12月2日，广东省民政厅批复同意广州市调整花都区部分行政区划，撤销雅瑶镇，设立新雅街道办事处，管辖原雅瑶镇的雅瑤旧村、雅瑤新村、邝家庄村、三向村、岑境村及雅瑶社区（即原屬白雲區，於2002年9月劃歸花都區管轄的雅瑶镇全部行政区域）和原新华街道的东镜村、东莞村、石塘村、清㘵村、广塘村、团结村及云峰社区，总面积32.89平方公里。街道办事处驻雅源中路18号（原雅瑶镇人民政府驻地）
花都区委、区政府将新雅街道作为发展空港经济区与滨水商务城的重点区域。

## 行政区划
新雅街道下辖以下地区：
雅瑶社区、云峰社区、合和社区、嘉汇社区、东镜村、东莞村、石塘村、清㘵村、广塘村、团结村、三向村、邝家庄村、雅瑶新村、雅瑶旧村和岑境村。